# Rucska-ház
A Rucska-ház a kolozsvári Fő tér (23. szám) északi oldalának egyik épülete. A romániai műemlékek  jegyzékében a CJ-II-m-B-07491 sorszámon szerepel.

## Leírása
Az egykori Nagylábasház helyén álló épületet (23. szám) Rucska János kolozsvári ügyvéd építette Maetz Frigyes tervei szerint, ezért ma Rucska-háznak nevezik. Ma a református egyház tulajdona, 1997 óta Magyarország kolozsvári főkonzulátusa székel benne.
Az épület 1883-ban két kisebb épület helyén épült fel eklektikus stílusban. Az épület elődei valószínűleg a 17. században épültek. A lebontott két kisebb épület árkádjai a járdára nyúltak, s ezért nevezték az egész déli épületsort „Nagylábasház-sornak”, már csak azért is, mert a nyugati oldalon már létezett a Jósika-palota, ugyancsak járdára lépő oszlopokkal. Emelete — mint a besztercei Búzaszeren álló házaknak — árkádokon nyugodott, melyek alatt vásáros napokon árusok és vevők nyüzsögtek, máskor gyakran a járókelők kerestek oltalmat-egy-egy zápor elől. Kolozsvár legrégebbi hadmérnöki felvételén, 1691-ben már szerepel ez a ház, de a későbbieken (1718, 1734, 1763-87) már nem. Vagy ez, vagy esetleg a helyén állott előbbi ház 1670 körül a híres Béldi Pálnak, a székelyek főkapitányának tulajdonában volt. A Béldiek levéltára megmaradt részében azonban egy sor adatot sem lehet találni róla. A néptudat e különleges házat „Mátyás király konyhájaként” emlegette. Magasságát tekintve kiemelkedik a sor épületei közül.
A 19. század végén, 20. század elején a földszintjén üzemelt az Európa kávéház, amelyet a népnyelv a tulajdonos után Kikakker-kávéháznak nevezett.